# Bad Company (2002)
Bad Company (bra: Em Má Companhia; prt: Más Companhias) é um filme estadunidense-tcheco de 2002, do gênero ação, aventura e comédia, dirigido por Joel Schumacher, produzido por Jerry Bruckheimer e distribuído pela Touchstone Pictures. O filme é estrelado por Anthony Hopkins e Chris Rock. O filme se tornou um pouco famoso por suas conexões com os ataques terroristas de 11 de setembro; entre outras coisas, foi a última grande produção a ser filmada no antigo World Trade Center. A trama do filme, escrita anos antes dos ataques, envolveu uma variedade de extremistas sérvio-balcânicos (incluindo um homem do Afeganistão) planejando um grande ataque na cidade de Nova York. A data de lançamento do filme foi transferida de seu local no final de 2001 para um lançamento no verão de 2002, semelhante a vários outros filmes com terrorismo ou histórias violentas relacionadas a crimes, incluindo Collateral Damage.
Apesar de ter um roteiro próprio e ser estrelado por nomes como Anthony Hopkins e Chris Rock, o filme, inicialmente, foi escrito como uma sequência do filme Blue Streak estrelado por Martin Lawrence e Luke Wilson. Além de trabalharem juntos como agentes da CIA no filme, Anthony Hopkins e Brooke Smith também atuaram no longa The Silence of the Lambs onde ele viveu Hannibal Lecter e ela, uma de suas vítimas Catherine Martin.

## Sinopse
Quando uma missão para recuperar uma mala roubada com uma arma nuclear não termina bem, o agente da Agência de Inteligência Central (CIA), Kevin Pope (Rock) é morto. Pope estava trabalhando disfarçado como traficante de antiguidades sob o nome Michael Turner. A CIA, que está desesperada para completar a missão, descobre que o agente Pope tinha um irmão gêmeo, Jake Hayes (também Rock), de quem ele foi separado no nascimento; sua mãe morreu ao dar à luz e Hayes sofreu uma infecção pulmonar grave que levou os médicos a separá-los porque achavam que era improvável que Hayes vivesse por muito tempo. Hayes é um malandro de rua de Jersey City, Nova Jersey, para sobreviver, vive de dinheiro ilícito. Enquanto isso, a namorada de Hayes, Julie (Kerry Washington) se cansa de esperar que ele cresça e decide se mudar para Seattle, Washington.
Depois que a CIA convence Hayes a participar e começa a treiná-lo para uma missão que será realizada em Praga, República Tcheca, eles ficam inicialmente consternados com sua falta de refinamento. O agente Oakes (Hopkins) confronta Hayes, dizendo que ele não confia nele. Quando Hayes começa a prestar atenção, a CIA o instala no antigo apartamento de seu irmão em Manhattan para testá-lo e tentar atrair os homens que mataram seu irmão. Hayes é atacado, mas escapa ileso. Procurando uma saída, Hayes vai até sua mãe adotiva e é encontrado por Oakes, que o convence a terminar a missão.
Depois de chegar a Praga, Hayes - posando como seu irmão morto - se encontra com os homens que vendem a arma nuclear. O vendedor, Adrik Vas, é um ex-coronel do Exército russo vinculado à máfia russa. Quando eles retornam ao hotel, Hayes é recebido pela ex-namorada de seu irmão, Nicole (Garcelle Beauvais). Acreditando que Hayes é seu irmão, ela janta com ele e volta ao hotel, onde o casal é emboscado por compradores rivais. Nicole descobre que Hayes não é seu irmão e retorna à sua missão de cobertura dos Bálcãs para a CNN.
Avançando com os planos, Hayes e Oakes se encontram com Vas e são capazes de roubar os códigos de armamento. Assim que fecham o negócio, os homens de Vas os cruzam com o comprador rival. Quando os traficantes rivais, que fazem parte de uma organização terrorista multinacional, descobrem que não podem detonar a bomba por causa dos códigos ausentes, sequestram Julie. Hayes desiste de tentar salvar sua namorada, e os terroristas recebem os códigos de volta e armam a bomba.
Agora a corrida é para encontrar Hayes e a bomba. Depois de interrogar um dos terroristas capturados, eles rastrearam a bomba até a Estação Grand Central. Com o tempo, eles localizam a bomba e o líder terrorista Dragan Adjanic (Matthew Marsh), que iniciou a contagem regressiva. Oakes resgata Hayes matando dois terroristas. Quando Hayes começa a digitar os códigos para desarmar a bomba, Adjanic mantém Julie como refém. Para distrair Adjanic, Hayes finge atirar em Oakes, e eles matam Adjanic atirando nele várias vezes. Hayes é capaz de desarmar a bomba antes da detonação.
No final do filme, Hayes visita o memorial de agentes secretos falecidos para visitar o túmulo de seu irmão. Mais tarde, Oakes chega a Hayes no casamento de Hayes e avisa que um criminoso perigoso escapou da prisão e está buscando vingança contra Kevin Pope, mas desde que Kevin está morto e Hayes o estava representando, o criminoso pensa que Hayes é Kevin. Hayes começa a entrar em pânico e exige que Oakes tenha que protegê-lo, mas Oakes começa a rir quando revela que era apenas uma piada e ele realmente veio para o casamento e também lhe deu uma viagem para lua de mel como presente de casamento.

## Elenco
- Anthony Hopkins como oficial Oakes
- Chris Rock como Jacob "Jake" Hayes/Kevin Pope/Michael Turner
- Peter Stormare como Adrik Vas
- Gabriel Macht como oficial Seale
- Kerry Washington como Julie Benson
- Matthew Marsh como Dragan Adjanic
- Adoni Maropis como Jarma/homem de confiança de Dragan #1
- Garcelle Beauvais como Nicole
- Dragan Mićanović como Michelle "The Hammer" Petrov
- John Slattery como Roland Yates
- Brooke Smith como oficial Swanson
- Daniel Sunjata como oficial Carew
- DeVone Lawson Jr. como oficial Parish
- Wills Robbins como oficial McCain
- Marek Vašut como Andre
- Irma P. Hall como Sra. Banks
- Dan Ziskie como oficial Dempsey
- John Aylward como oficial Ferren
- John Fink como oficial Fink
- Michael Ealy como G-Mo
- Shea Whigham como Agente Wells (sem créditos)
- Charlie Day como Stoner (sem créditos)

## Filmagens
Bad Company foi parcialmente filmado em Praga, República Tcheca. A cena em que a bomba foi entregue foi filmada na abadia de Chotěšov.

## Trilha sonora
Uma trilha sonora contendo hip hop, música alternativa e R&B foi lançada em 4 de junho de 2002 pela Hollywood Records. Ele alcançou o número 98 na Billboard 200 e o número 11 na Billboard R&B/Hip-Hop Albums.

## Lista de faixas
| N.º            | Título                                                       | Compositor(es)                                                         | Produtor                                       | Duração |  |
| 1.             | "Breathe in, Breathe Out" (realizado por Ali & St. Lunatics) | A. Jones                                                               | Trackboyz                                      | 3:50    |  |
| 2.             | "911" (realizado por Gorillaz, D12 & Terry Hall)             | D. Albarn D. Holton D. Porter O. Moore R. Johnson V. Carlisle          | Gorillaz Jason Cox Tom Girling                 | 5:49    |  |
| 3.             | "B.O.B. (Bombs Over Baghdad)" (realizado por Outkast)        | A. Benjamin A. Patton D. Sheats                                        | Earthtone III                                  | 5:06    |  |
| 4.             | "6 Million Ways to Live" (realizado por Dub Pistols)         | B. Abdush-Shaheed B. Ashworth J. O'Bryan J. Sheffield T. Lawrence      | Dub Pistols                                    | 5:03    |  |
| 5.             | "Tonite" (realizado por Next)                                | B. Russell E. Berkeley K. Gist R. Huggar                               | Eddie Berkeley KayGee                          | 4:09    |  |
| 6.             | Sem título (realizado por Pretty Willie)                     | W. Moore Jr. W. Wood                                                   | JL                                             | 4:13    |  |
| 7.             | "Anything for You" (realizado por Jaheim & Duganz)           | D. Angelettie D. Youngblood K. Gist N. Whitfield R. Lawrence S. Carter | Addaryll "Tiger" Wilson Balewa Muhammad KayGee | 3:51    |  |
| 8.             | "All Out of Love" (realizado por Jagged Edge)                | C. Davis G. Russell                                                    | KayGee                                         | 3:52    |  |
| 9.             | "It's Killing Me (In My Mind)" (realizado por Blu Cantrell)  | M. Franks R. Richard T. Nkhereanye T. Cobb                             | Don Vito Tricky Stewart                        | 3:45    |  |
| 10.            | "To Keep This Life" (realizado por Rama Duke)                | A. Armato T. James                                                     | Antonina Armato Tim James                      | 4:03    |  |
| 11.            | "Excess" (realizado por Tricky)                              | A. Morissette A. Thaws                                                 | Tricky                                         | 3:45    |  |
| 12.            | "Don't Touch" (realizado por Ko-La & Tricky)                 | A. Thaws P. Melius W. Nunes                                            | Perry Melius Wayne Nunes                       | 3:34    |  |
| 13.            | "My Crew, Pt. 2" (realizado por Supervision & Blind Gotti)   | C. Broady D. Bordenave                                                 | Carlos "Six July" Broady                       | 4:28    |  |
| 14.            | "Bmbbo" (realizado por Trevor Rabin)                         | T. Rabin                                                               | Trevor Rabin                                   | 4:56    |  |
| Duração total: | Duração total:                                               | Duração total:                                                         | Duração total:                                 | 53:01   |  |

## Recepção

### Crítica
O Metacritic, que usa uma média ponderada, atribuiu ao filme uma pontuação de 37 em 100, baseado em 33 críticos, indicando críticas "geralmente desfavoráveis". No site agregador de críticas Rotten Tomatoes, 10% das 135 resenhas dos críticos são positivas, com uma classificação média de 3,8/10. O consenso crítico do site afirma que "Chris Rock e Anthony Hopkins falham em gerar as faíscas necessárias para salvar o filme de um script genérico e totalmente previsível".

### Bilheteria
Bad Company não conseguiu recuperar seu orçamento nas bilheterias, ganhando apenas US$30,160,161 nos Estados Unidos e US$35,817,134 fora dos EUA, totalizando US$65,977,295 em todo o mundo. O filme foi originalmente previsto para ser lançado em 25 de dezembro de 2001, mas por causa dos ataques de 11 de setembro de 2001, o lançamento do filme foi adiado, pois o filme tratava de um ataque terrorista à cidade de Nova York.